# Релігія в Польщі

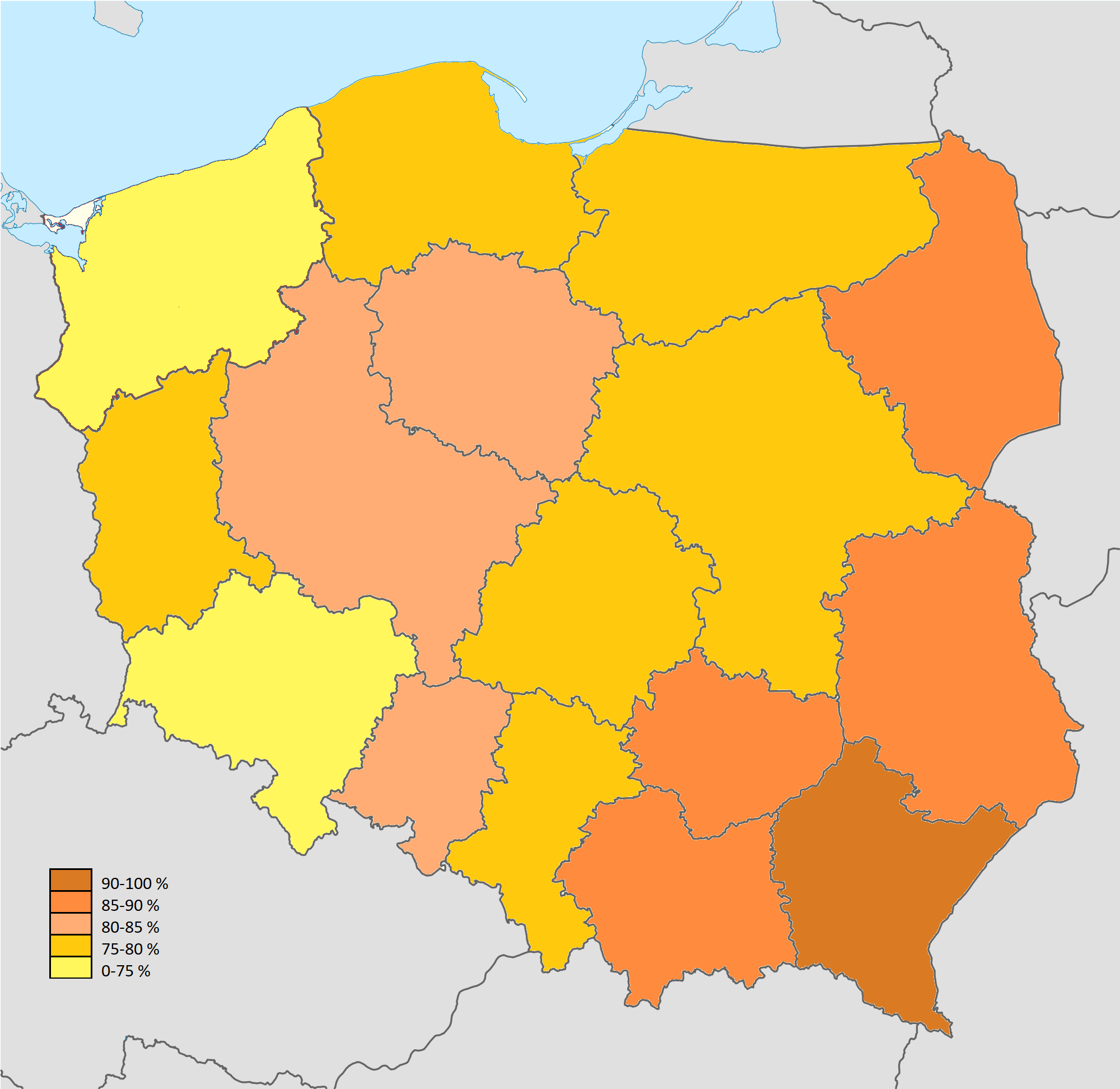
Відсоток осіб, які заявили, що вони віруючі чи глибоко віруючі у 2015 році.

Релігія в Польщі відіграє досить велику роль у житті країни. Панівною конфесією є католицизм. Держава надає значну фінансову підтримку традиційним конфесіям.

## Правове положення релігійних організацій
Стаття 25 Конституції Польщі передбачає рівноправність усіх церков. Для реєстрації конфесії необхідно подати список зі 100 віруючих. Церковні організації звільнені від низки податків, державою визнається церковний шлюб (але не церковне розлучення) 11 церков, якщо він зареєстрований в 5-денний термін, з 2015 року введено спеціальний добровільний податок у розмірі 0,5 % від прибуткового податку громадянина на користь якоїсь конфесії. Крім того, має місце пряме фінансування державою релігійних організацій. Наприклад, католицька церква отримувала на початку 2010-х років щорічно близько 175 млн євро.

## Реєстрація церковного майна
У XX столітті значна частина церковного майна була націоналізована. Після падіння соціалізму постало питання про реституцію. Для її здійснення вже у 1989 році були створені спеціальні комісії. За деякими оцінками, на початок 2010-х років польська католицька церква повернула близько 69 % свого  майна, що було націоналізоване за часів соціалізму.
| Віросповідання в Польщі (2011) | Віросповідання в Польщі (2011) | Віросповідання в Польщі (2011) | Віросповідання в Польщі (2011) | Віросповідання в Польщі (2011) |
| ------------------------------ | ------------------------------ | ------------------------------ | ------------------------------ | ------------------------------ |
|                                |                                |                                |                                |                                |
| Католики                       | Католики                       |                                | 86.9%                          | 86.9%                          |
| Польська православна церква    | Польська православна церква    |                                | 1.3%                           | 1.3%                           |
| Протестантизм                  | Протестантизм                  |                                | 0.36%                          | 0.36%                          |
| Свідки Єгови                   | Свідки Єгови                   |                                | 0.34%                          | 0.34%                          |
| Інші релігії                   | Інші релігії                   |                                | 0.3%                           | 0.3%                           |

## Кількість віруючих
Згідно з опитуваннями, що проводилися в 2011 році, близько 86,9 % громадян Польщі є католиками за віросповіданням (86,7 % — Римо-католицька церква), всього 1,3 % — православні християни, 0,36 % — протестанти, 0,35 % — Свідки Єгови, і стільки ж прихильників інших релігій.
За опитуванням 2005 року, що проводилися організацією «Євробарометр», були видані наступні результати:
- 80 % громадян є віруючими людьми і дотримуються якоїсь релігії.
- 15 % громадян не дотримуються якоїсь релігії, але вірять у надприродні сили.
- 3 % громадян визнали себе атеїстами.
- 2 % громадян не змогли дати відповідь.

## Релігійні течії
| Течія | Члени      | Керівники |
| --- | ---------- | --- |
| Католицька церква у Польщі •Римо-католицька церква •Східно-католицькі церкви (в том числі Українська греко-католицька церква і Вірменська католицька церква) | 33,399,328 | •Юзеф Ковальчик, примас Польщі •Юзеф Михалик, глава Польського єпископату •Челестіно Мільоре, нунцій Польщі •Ян Мартинюк, архієпископ Української греко-католицької церкви |
| Польська православна церква | 504,150    | Саава, митрополит Варшавський і всієї Польщі |
| Свідки Єгови | 129,270    | Warszawska 14,Pl-05830 Nadarzyn |
| Маріавітська церква | 23,436     | Верховний єпископ Міхал Марія Людвіґ Яблонский |
| П’ятидесятницька церква Польщі (представляє Ассамблеї Бога)                                                                                                  | 22,429     | Єпископ Марек Камінский |
| Польсько-католицька церква | 20,402     | Єпископ Віктор Височанский |
| Церква адвентистів сьомого дня | 9,654      | Глава церкви, отець Павел Лазар |
| Баптистський союз | 4,864      | Густав Чеслар |
| Ісламський релігійний союз | 1,132      | Президент головного мусульманського інституту Стефан Корицький |
| Церква євангелістів-методистів | 4,352      | Єпископ Едвард Пушлецький |
| Євангелічна реформована церква | 3,488      | Доктор Вітольд Бродзинский |
| Союз єврейських громад | 1,222      | •Президент Союзу Пйотр Кадлчик •Головний рабин Польщі Міхаель Йозеф Шудріх                                                                                                 |